# Fragneto l'Abate
Fragneto l'Abate là một đô thị ở tỉnh Benevento trong vùng Campania, có vị trí khoảng 70 km về phía đông bắc của Napoli và khoảng 15 km về phía bắc của Benevento. Tại thời điểm ngày 31 tháng 12 năm 2004, đô thị này có dân số 1.176 người và diện tích là 20,5 km².
Fragneto l'Abate giáp các đô thị: Campolattaro, Circello, Fragneto Monforte, Pesco Sannita, Reino.